# 鲍屡平
鲍屡平（1915年—？），男，安徽滁县人，中国英语语言文学研究家、教育家，曾任杭州大学外语系系主任、教授。